# Черкаська Лозова
Черка́ська Лозова́ — село в Україні, у Харківському районі Харківської області. Населення становить 4186 осіб. Колишній орган місцевого самоврядування — Черкасько-Лозівська сільська рада. З 2017 року у складі Малоданилівської селищної громади.

## Географія
Село Черкаська Лозова знаходиться на річці Лозовенька, вище за течією за 3 км розташоване село Руська Лозова, нижче за течією на відстані 3 км — село Чайківка, на річці велика загата і Лозовеньківське водосховище, на відстані 1 км проходить Харківська окружна дорога (М03) — кордон Харкова (селище П'ятихатки).

## Історія

Черкаська Лозова на мапі 1783 року

Село виникло на початку XVII ст., під час народно-визвольної війни, яка охопила Україну з 1648 по 1654 рр. проти польсько-шляхетських військ. У цей період, особливо після укладення Зборівської (1649 р.) та Білоцерківської (1651 р.) угод, скоротилося козацьке військо. Ті, хто не був внесений до списку козаків, повинні були повернутися до своїх панів, а шляхта одержала право знову володіти своїми маєтками. Тисячі козаків, селян і міщан України, рятуючись від польських та українських панів, переходили через кордон на південні території Російської держави і заселяли Слобідську Україну.
Переселенці освоювали цілинні землі, будували нові міста і села. Священик Іоанн Калінін у 1737 році писав: «Господа Квітки, предок яких полковий суддя Семен Опанасович Квітка отримав царську грамоту на землю в Лозовій та на поселення на ній 50 вільних козаків-черкасів, подарували Хрестовоздвиженській церкві два дзвони, прикрашені срібними ризами ікон». З документа також відомо, що церква була збудована в 1663 році.
За переписом 1732 року в селі Черкаська Лозова проживало: козаків-черкасів — 104 чоловік (33 двори); підпомічників — 245 чоловік (71 двір); підданих черкасів — 97 чоловік (71 двір); великоруських козаків — 14 чоловік (7 дворів).
Згодом почали виділятися й інші соціальні верстви: ковалі, жовнярі, орачі, пічники, чоботарі.
За даними на 1864 рік у казенному селі Черкаська (Лозова) Деркачівської волості Харківського повіту мешкало 1966 осіб (954 чоловічої статі та 1012 — жіночої), налічувалось 223 дворових господарств, існувала православна церква.
Станом на 1914 рік кількість мешканців зросла до 3359 осіб..
Село постраждало внаслідок геноциду українського народу, проведеного урядом СССР в 1932—1933 роках, кількість встановлених жертв — 105 людей.
21 жовтня 1941 року село окупувала гітлерівська Німеччина. 13 серпня 1943 року у ході Білгородсько-Харківської операції Черкаська Лозова була звільнена. 176 воїнів Радянської Армії, в тому числі гвардії підполковник І. Л. Касперович, що командував 35-м окремим танковим полком, загинули смертю хоробрих в боях за Черкаську Лозову. Вони поховані в центрі села; на братській могилі споруджено пам'ятник.
У селі діють два народні колективи, танцювальний ансамбль «Асорті», працюють гуртки.
Село ввійшло у XXI століття. Газифікація, телефонізація, будівництво доріг, духовне відродження стає прикрасою життя мешканців села.
У вересні 2012 року частина села (вулиці Архітекторів, Богдана Хмельницького, Дубова Алея, Профспілкова, Сімферопольська; в'їзди Окружний і Санаторний) була включена в межі міста Харкова.
19 травня 2024 року росіяни, під час спроби окупації України, ракетними ударами по території, де відпочивали місцеві жителі, вбили шість людей і поранили 16, включаючи дітей. Серед убитих росіянами — вагітна жінка, а також працівник поліції та фельдшер швидкої допомоги, які потрапили під повторний обстріл, коли надавали допомогу на місці влучення.

## Населення

### Мова
Розподіл населення за рідною мовою за даними перепису 2001 року:
| Мова            | Кількість | Відсоток |
| --------------- | --------- | -------- |
| українська      | 3477      | 83.06%   |
| російська       | 652       | 15.58%   |
| циганська       | 20        | 0.48%    |
| білоруська      | 7         | 0.17%    |
| вірменська      | 1         | 0.02%    |
| румунська       | 1         | 0.02%    |
| болгарська      | 1         | 0.02%    |
| гагаузька       | 1         | 0.02%    |
| інші/не вказали | 26        | 0.63%    |
| Усього          | 4186      | 100%     |

## Об'єкти соціальної сфери
- Школа.
- Клуб.
- Спортивний майданчик.
- Автокросу траса.

## Особистості
- Ендеберя Віктор Тихонович — український сатирик, гуморист.
- Шабалтас Іван Михайлович — радянський і російський актор театру і кіно, народний артист Росії.
- Хижняк Микола Антонович — український вчений у галузі електродинаміки, прискорювальної фізики та фізики плазми.

## Галерея

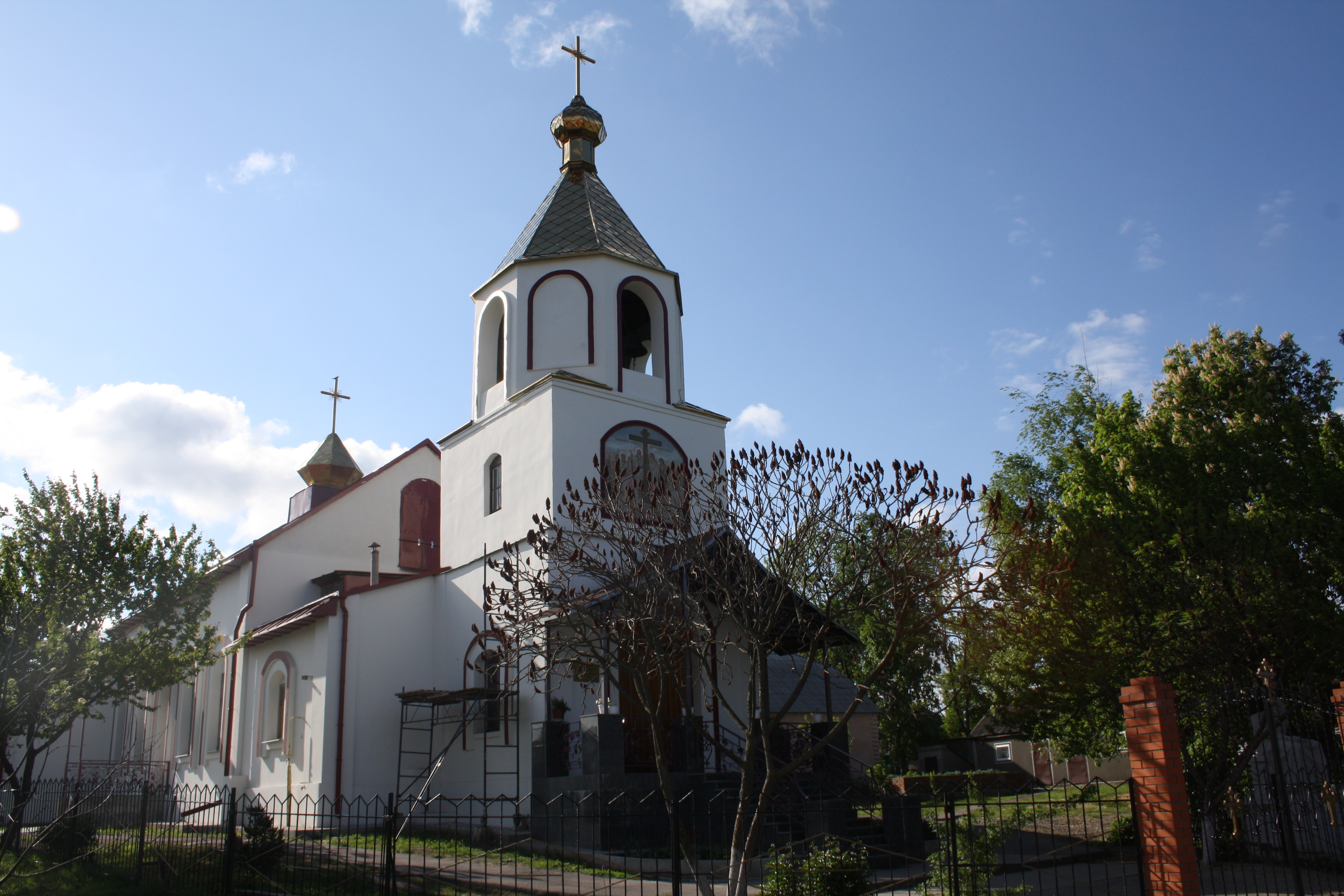
Місцева церква.
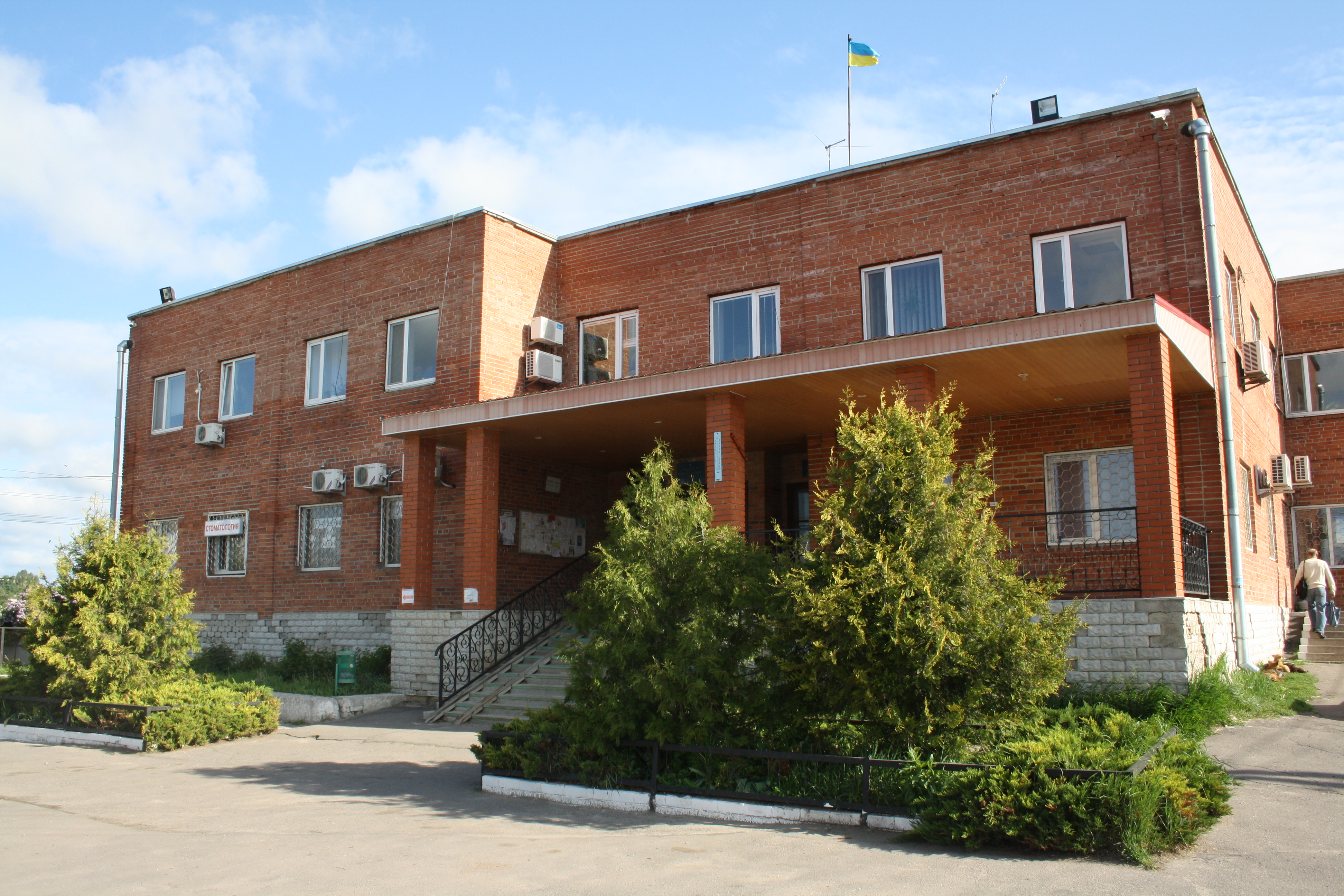
Сільська рада.
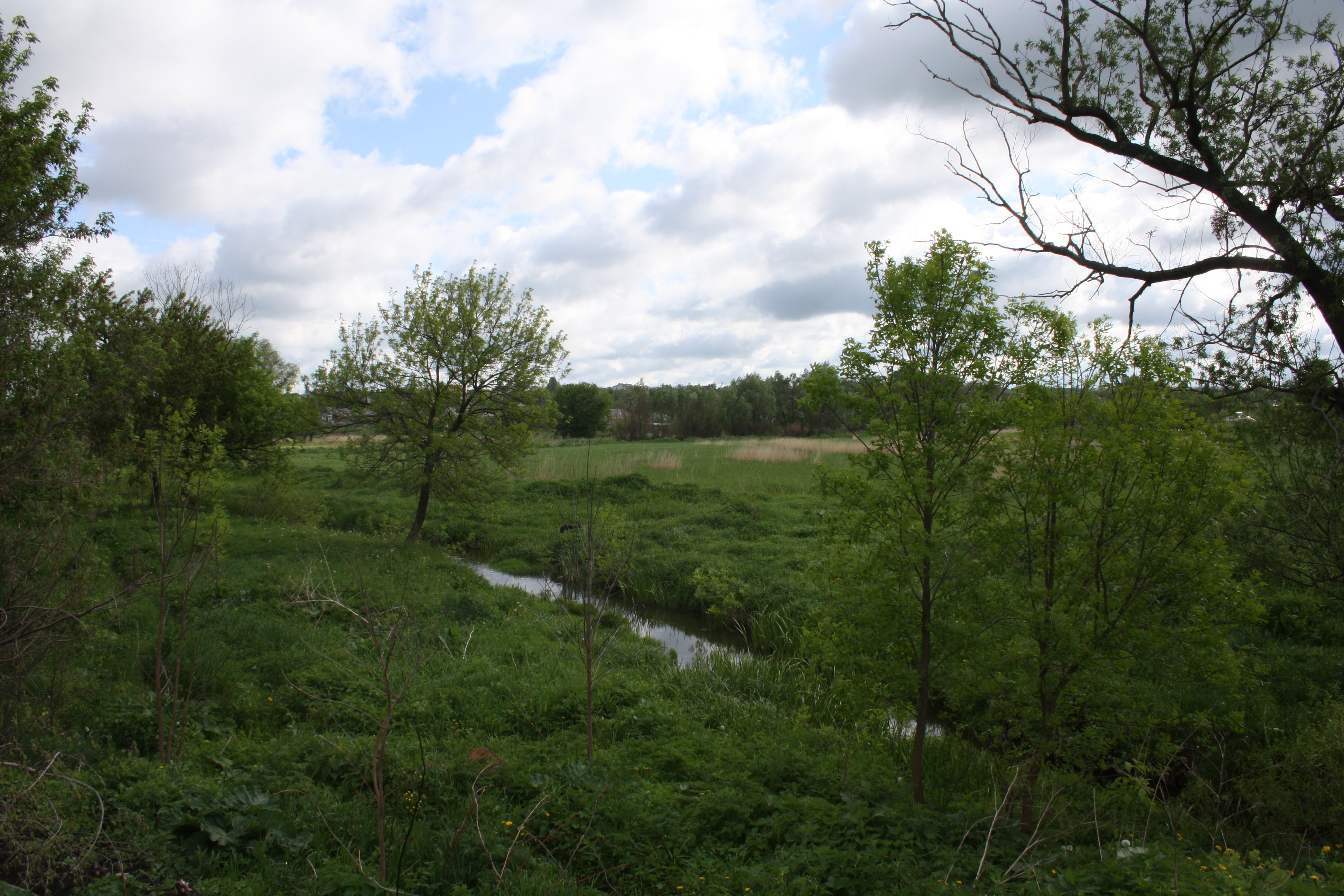
Сільська річка.
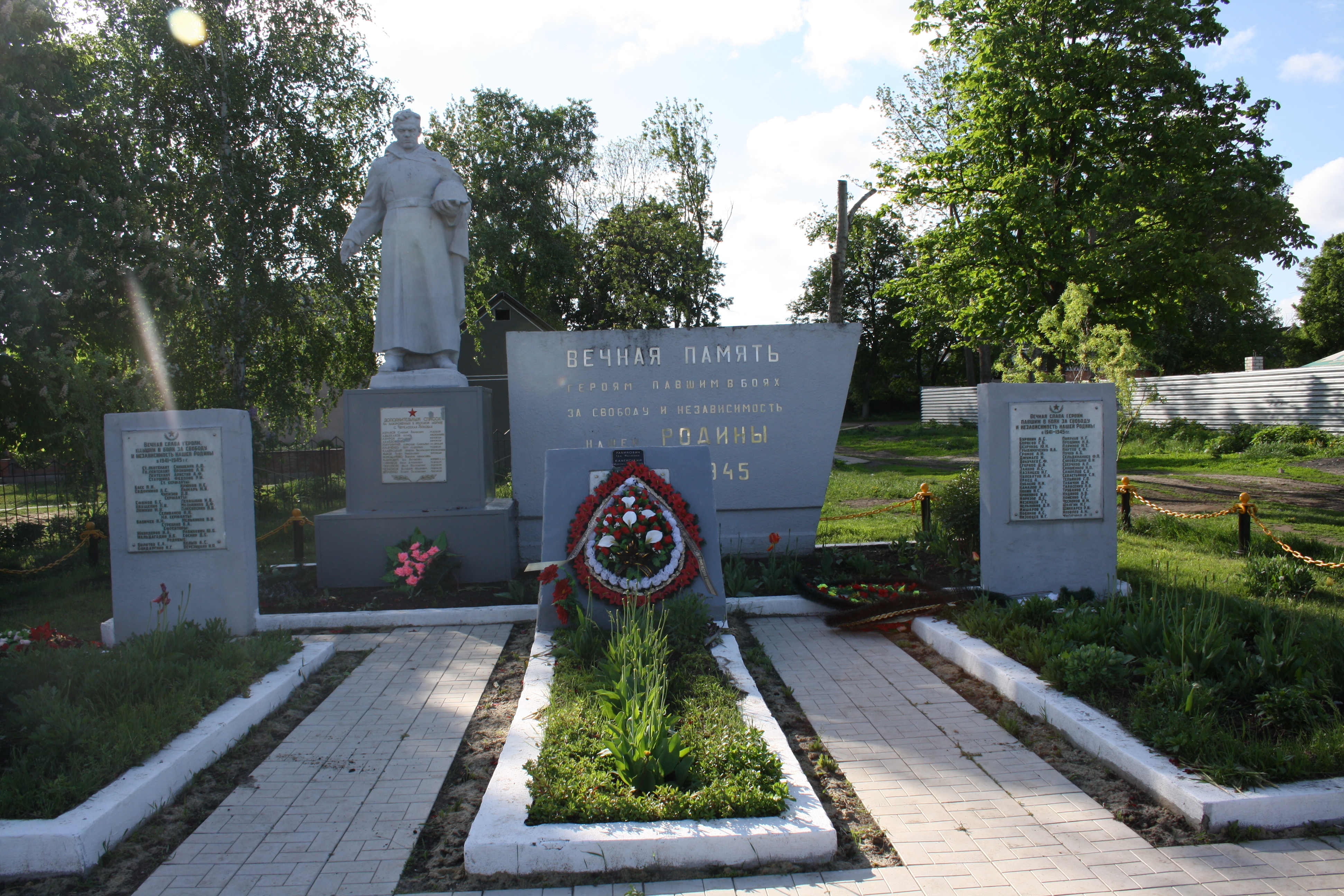
Пам'ятник визволителям села у часи Другої Світової війни.
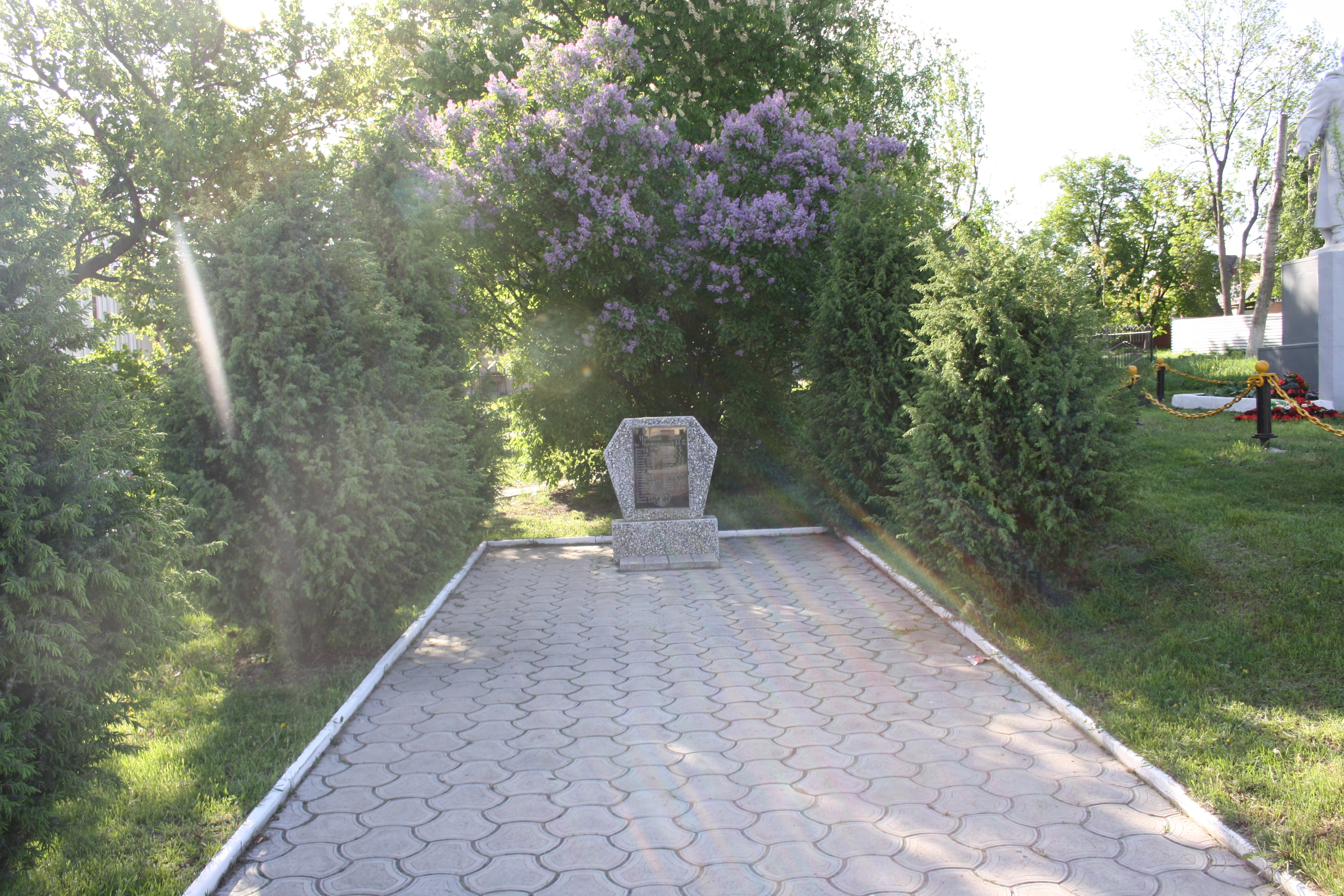
Пам'ятник ліквідаторам катастрофи на Чорнобильській атомній електростанції.
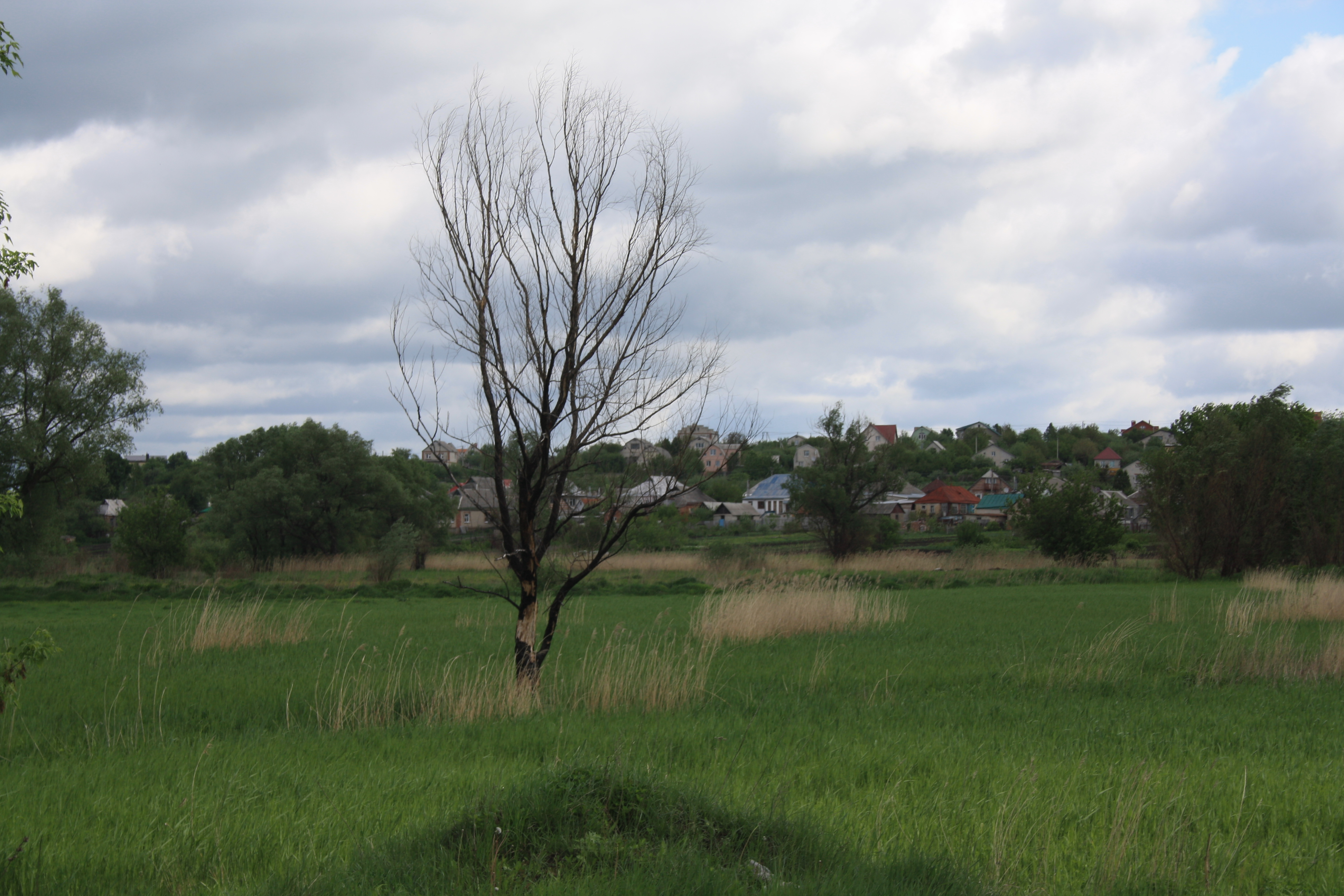
Чаруюча природа села.
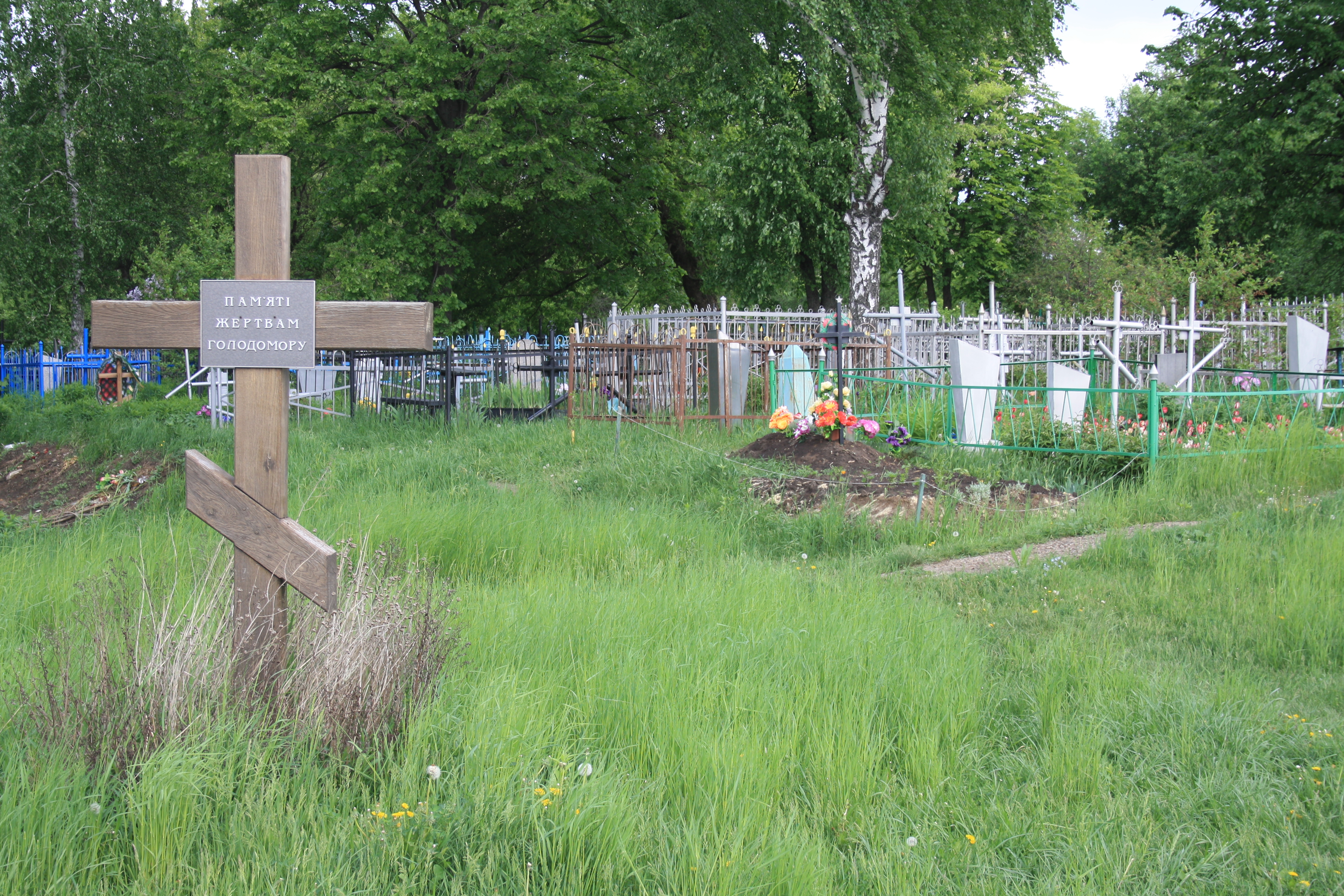
Місцеве кладовище.